# Fårup Sogn (Randers Kommune)
 For alternative betydninger, se Fårup Sogn. (Se også artikler, som begynder med Fårup Sogn)
Fårup Sogn er et sogn i Randers Nordre Provsti (Århus Stift).
I 1800-tallet var Fårup Sogn anneks til Asferg Sogn. Begge sogne hørte til Nørhald Herred i Randers Amt. Fårup Sogn tilhørte Asferg-Fårup Kommune fra 1842 til 1970. Kommunen blev ved kommunalreformen i 1970 indlemmet i Purhus Kommune, som ved strukturreformen i 2007 indgik i Randers Kommune.
I Fårup Sogn ligger Fårup Kirke.
I sognet findes følgende autoriserede stednavne:
- Bi-lidt (bebyggelse)
- Fårup (bebyggelse, ejerlav)
- Fårup Mark (bebyggelse)
- Gammel Fårup (bebyggelse)
- Purhus (bebyggelse)
- Ørrild (bebyggelse, ejerlav)
- Ørrild Mark (bebyggelse)